# Kilkenny Airport
Kilkenny Airport är en flygplats i republiken Irland. Den ligger i den centrala delen av landet, 100 km sydväst om huvudstaden Dublin. Kilkenny Airport ligger 86 meter över havet.